# Смикув (Малопольське воєводство)
Смикув (пол. Smyków) — село в Польщі, у гміні Радґощ Домбровського повіту Малопольського воєводства.
Населення — 624 особи (2011).
У 1975-1998 роках село належало до Тарновського воєводства.

## Демографія
Демографічна структура станом на 31 березня 2011 року:
|          | Загалом | Допрацездатний вік | Працездатний вік | Постпрацездатний вік |
| -------- | ------- | ------------------ | ---------------- | -------------------- |
| Чоловіки | 299     | 75                 | 191              | 33                   |
| Жінки    | 325     | 88                 | 159              | 78                   |
| Разом    | 624     | 163                | 350              | 111                  |